# Де-Уитт (Арканзас)
Де-Уитт (англ. De Witt, Arkansas) — город, расположенный в округе Арканзас (штат Арканзас, США) с населением в 3552 человека по статистическим данным переписи 2000 года.
Город является административным центром округа Арканзас.

## История
В 1821 году столица штата Арканзас была перенесена из города Арканзас-Пост в Литл-Рок, однако Арканзас-Пост продолжал оставаться административным центром одноимённого округа. Несколько лет спустя вдоль поймы рек Арканзас и Уайт-Ривер возникли крупные сельскохозяйственные плантации, а населенные пункты Олд-Оберн и Сент-Чарльз, находящиеся в южной части округа, стали значительно крупнее действующей столицы округа Арканзас.
Соперничество между городами Олд-Оберн и Сент-Чарльз за роль окружного центра привело к объявлению в 1852 году досрочных выборов административного центра, в результате которых Арканзас-Пост остался в прежнем статусе окружного центра Арканзаса, однако было принято решение о выборе места для строительства нового города специально для окружного самоуправления. На решение данной задачи были уполномочены полковник Чарльз У. Белкнап, Лерой Монтгомери и земельный распорядитель округа Адам Мактести, выбравшие в конечном итоге для строительства район, расположенный в пределах одного километра от географического центра округа Арканзас.
После определения места строительства нового города встал вопрос о его названии. Консенсуса в споре между Белнапом, Монтгомери и Мактести найти не удалось, поэтому все трое написали различные варианты на бумажках, положили в шляпу и тянули из неё по очереди. На оставшейся последней бумажке оказалось название «Де-Уитт», написанное Мактести, который являлся большим поклонником деятельности полковника Де-Уитта Клинтона в Нью-Йорке. Поскольку в США к тому времени уже был город Клинтон, Мактести решил написать не фамилию полковника, а его имя «Де-Уитт». По указанию окружного суда полковник Белнап был назначен распорядителем строительства здания окружной тюрьмы и окружного суда в новом строящемся городе.

## География
По данным Бюро переписи населения США город Де-Уитт имеет общую площадь в 6,73 квадратных километров, водных ресурсов в черте населённого пункта не имеется.
Город Де-Уитт расположен на высоте 58 метров над уровнем моря.

## Демография
По данным переписи населения 2000 года в Де-Уитте проживало 3552 человека, 977 семей, насчитывалось 1419 домашних хозяйств и 1552 жилых дома. Средняя плотность населения составляла около 530 человека на один квадратный километр. Расовый состав Де-Уитта по данным переписи распределился следующим образом: 77,93 % белых, 20,92 % — чёрных или афроамериканцев, 0,17 % — коренных американцев, 0,23 % — азиатов, 0,56 % — представителей смешанных рас, 0,20 % — других народностей. Испаноговорящие составили 0,53 % от всех жителей города.
Из 1419 домашних хозяйств в 32,2 % — воспитывали детей в возрасте до 18 лет, 47,2 % представляли собой совместно проживающие супружеские пары, в 18,3 % семей женщины проживали без мужей, 31,1 % не имели семей. 27,1 % от общего числа семей на момент переписи жили самостоятельно, при этом 14,4 % составили одинокие пожилые люди в возрасте 65 лет и старше. Средний размер домашнего хозяйства составил 2,35 человек, а средний размер семьи — 2,84 человек.
Население города по возрастному диапазону по данным переписи 2000 года распределилось следующим образом: 24,5 % — жители младше 18 лет, 8,3 % — между 18 и 24 годами, 26,0 % — от 25 до 44 лет, 22,1 % — от 45 до 64 лет и 19,0 % — в возрасте 65 лет и старше. Средний возраст жителей составил 39 лет. На каждые 100 женщин в Де-Уитте приходилось 87,1 мужчин, при этом на каждые сто женщин 18 лет и старше приходилось 79,1 мужчин также старше 18 лет.
Средний доход на одно домашнее хозяйство в городе составил 22 545 долларов США, а средний доход на одну семью — 26 940 долларов. При этом мужчины имели средний доход в 25 600 долларов США в год против 19 052 долларов среднегодового дохода у женщин. Доход на душу населения в городе составил 13 408 долларов в год. 21,5 % от всего числа семей в округе и 25,1 % от всей численности населения находилось на момент переписи населения за чертой бедности, при этом 33,3 % из них были моложе 18 лет и 21,7 % — в возрасте 65 лет и старше.